# André Bouchat
André Bouchat (Waha, 21 juli 1939) is Belgischvoormalig senator en Waals Parlementslid.

## Levensloop
Als doctor in de rechten aan de Université catholique de Louvain werd André Bouchat beroepshalve bestuurder van vennootschappen en bosexploitant. Van 1970 tot 1976 was hij tevens rechter in de arbeidsrechtbank van Marche-en-Famenne.
Hij werd politiek actief voor de PSC en daarna het cdH en Les Engagés en werd voor deze partij bij de gemeenteraadsverkiezingen van 1976 verkozen tot gemeenteraadslid van Marche-en-Famenne. Van 1977 tot 1986 was hij er schepen en sinds 1986 is hij burgemeester van de stad. Van 1981 tot 1987 was hij tevens provincieraadslid van de provincie Luxemburg.
In 1987 kwam Bouchat in de nationale politiek terecht toen hij in de Senaat verkozen werd als provinciaal senator voor Namen, wat hij bleef tot in 1991. Vervolgens was hij van 1991 tot 1995 provinciaal senator voor Luxemburg en van juni tot juli 1995 was hij gecoöpteerd senator. In juli 1995 verliet Bouchat de Senaat om in het Waals Parlement en het Parlement van de Franse Gemeenschap te zetelen als opvolger van Guy Lutgen. Hij bleef in beide parlement zetelen tot aan de verkiezingen van 2014. Van 2004 tot 2009 was hij ondervoorzitter van het Parlement van de Franse Gemeenschap en in het Waals Parlement was hij van 1999 tot 2004 voorzitter van de commissie Ruimtelijke Ordening, Stedenbouw, Erfgoed, Transport en Openbare Werken.
Op 6 juni 2009 werd hij benoemd tot commandeur in de Leopoldsorde.